# Карловачки мир
Карловачки мир је мир склопљен у Сремским Карловцима 26. јануара 1699, између Аустрије и њених савезника на једној страни и Турске на другој (на крају Великог бечког рата 1683 — 1699), уз посредовање Енглеске и Холандије. У овом историјском догађају учествовали су и представници хришћанске Свете лиге, Русије, Венеције и Пољске. Турци су изгубили Угарску, Славонију, Лику и Банију, задржали Банат и део Срема до Митровице. Венеција добила средњу Далмацију, Боку которску до Рисна и Мореју.
Преговори су почели још 24. октобра 1698. и први пут у историји дипломатије одвијали су се за округлим столом, да нико нема примат у прочељу. Свака од четири делегације улазила је у већницу (у импровизованој бараци) на своја врата, да ни ту не би било првенства ниједне стране.
Мир је затражила Турска, после неколико узастопних пораза у рату са Аустријом, почев оног под Бечом 1683, па до битке код Сенте 1697, чиме је означено њено дефинитивно повлачење из Средње Европе. Тих дана у Карловцима и Петроварадинској тврђави било је смештено преко 150 људи, чланова делегација и оних што су их опслуживали. Многи су били под разапетим шаторима у близини већнице.
Турску је заступао реисефендија Рами, Аустрију гроф Волфганг Етинген, Русију Прокопије Богданович Возницин, Пољску Станислав Малаховски, Венецију Карло Рацини, Холандију Јакоб Колиер а Енглеску сер Вилијем Печет. Преговарачи су се састајали 36 пута и коначно одлучили да потпишу мир, на двадесет година, 15 минута пре поноћи «када су звезде имале погодан положај».
Одређене су нове границе између Аустрије и Турске. Ердељ (Трансилванија), остао је под влашћу аустријског цара, Банат, омеђен Моришом и Тисом, задржала је Турска, од ушћа Тисе ишла је граница правом линијом према Митровици, тако да је и доњи Срем остављен Турцима, а даље је Сава чинила границу од ушћа Босута до Уне, па је Хрватска, као и Славонија, Лика и Банија ушла у састав Аустријске царевине. Венеција (Млетачка република) добила је Мореју, Книн, Сињ, Вргорац и Габелу, а добила је и обалски појас од Херцег-Новог до Рисна. Краљевина Пољска је добила покрајину Подолију у данашњој Украјини.
Одређена је мешовита комисија да спроведе разграничење, а границу је повукао аустријски високу официр Алозије Фердинанд Марсили. Карловачким миром враћени су заробљеници обе стране, Турска се обавезала да ће спречити пограничне упаде посебно хајдука и пребега, а омогућено је аустријским поданицима слободно трговање по Турској, такође је обезбеђена заштита хришћанских ходочасника у Палестини.
На месту где је потписан Карловачки мир у Сремским Карловцима петроварадински фрањевци су у некадашњој већници уредили богомољу, да би карловачки католици подигли 1817. храм под називом Капела мира.

## Галерија
- Капела мира
- Капела мира
- Капела мира
- Натпис испред Капеле мира